# إدوارد فون مارتنز
إدوارد فون مارتنز (بالألمانية: Eduard von Martens)‏ (و. 1831 – 1904 م) هو عالم نبات، وعالم حيواني، وmalacologist، وcarcinologist من ألمانيا . ولد في شتوتغارت .
وهو عضو في الأكاديمية الروسية للعلوم .
توفي في برلين .